# Luis García Tevenet
Luís García Tevenet (Sevilla, 8 de maig de 1974), és un exfutbolista professional andalús, i posteriorment entrenador de futbol.

## Trajectòria esportiva
Tevenet es va formar a les categories inferiors del Sevilla FC i va debutar amb el primer equip de la màxima categoria el 2 de gener de 1994, en un partit contra la Reial Societat. Eixa temporada va fer altres onze actuacions i va realitzar un gol. Els anys següents es va fer un lloc en l'equip sevillà, però no aconseguia entrar en una davantera dominada per la parella Suker-Moya.
Amb una edat tardia, 23 anys, fitxa per l'Atlético de Madrid i passa a jugar amb l'equip filial. S'hi està dues temporades i a la segona té puntuals aparicions en el primer equip, sense marcar cap gol.
El 1999 fitxa per Las Palmas, de Segona Divisió, on passa una temporada, després la qual torna a Sevilla i un any després, de nou a l'equip insular, aquesta vegada a Primera divisió. Juga 28 partits i marca 5 gols. Deixa l'equip groc i s'incorpora a un altre Segona, el Poli Ejido. Una temporada més tard, es desplaça a altra formació andalusa, l'Algesires.
Finalment, la 2004-2005 és la seua darrera campanya a Primera, amb el Numància de Sória, i signa els seus millors nombres: 30 partits i sis gols. L'equip baixa a Segona i Tevenet aguanta un any abans de canviar d'aires, cap a la UE Lleida primer i l'Oriola després, ja a Segona B, on penja les botes a mitjan temporada 2008-2009 per a fer-se càrrec de l'Oriola com a entrenador..

## Equips
- Sevilla B - 1992 - 1994
- Sevilla FC - 1994 - 1997
- Atlético B - 1997 - 1999
- UD Las Palmas - 1999 - 2000
- Sevilla FC - 2000 - 2001
- UD Las Palmas - 2001 - 2002
- Poli Ejido - 2002 - 2003
- Algeciras CF - 2003 - 2004
- CD Numancia - 2004 - 2006
- UE Lleida - 2006-2007
- Oriola CF 2007 - 2009